# Overschuiving

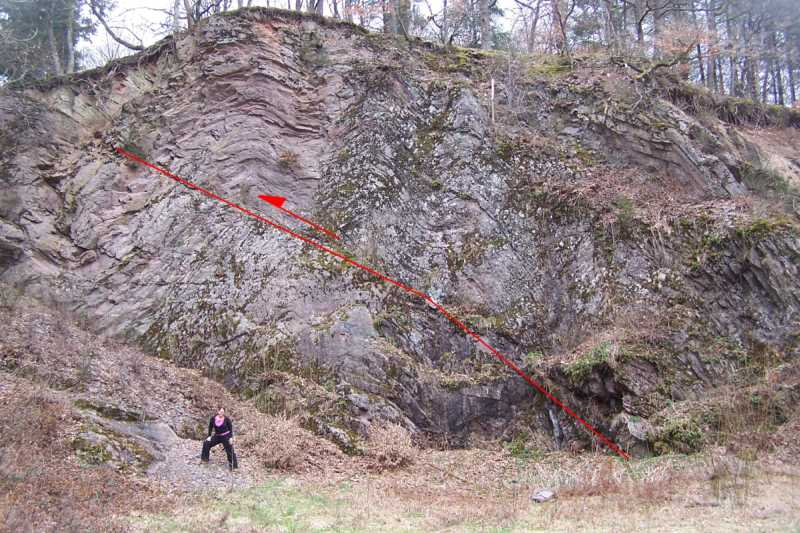
Een overschuiving in de Eifel, Duitsland

Een overschuiving is een type opschuiving, een compressieve breuk die gevormd wordt bij het proces van orogenese. Belangrijkste overschuiving in de Lage Landen is de Faille du Midi die België van oost naar west doorkruist. Hier schoven tijdens de Hercynische orogenese Paleozoïsche gesteenten over het oudere Massief van Brabant naar het noorden. 

## Compressie
Op het moment dat er compressie plaatsvindt, en gesteente bevindt zich in het brosse regime, ontstaan opschuivingen en overschuivingen. De overschuivingen zijn voornamelijk grootschalige structuren die in het landschap zichtbaar zijn als bergruggen. Een voorbeeld hiervan is de Serra del Montsec in Catalonië (Spanje).
De Glarner-overschuiving is in 2008 opgenomen in de Werelderfgoedlijst van de Verenigde Naties.